# Eddie Locke
Eddie Locke (2. august 1930 i Detroit – 7. september 2007 i New Jersey) var en amerikansk jazztrommeslager.
Locke blev kendt sammen med sin instrumentkollega Oliver Jackson i et show ved navnet Bop & Locke (1948-1953). Han flyttede så til New York i 1954, hvor han spillede med bl.a. Coleman Hawkins, Roy Eldridge, Teddy Wilson og Willie "The Lion" Smith. Han spillede i 1970'erne med bl.a. Lee Konitz og Tiny Grimes. 
Locke spillede genremæssigt bredt fra tidlig swing til mere moderne jazz. Han har lavet to soloplader i eget navn.

## Diskografi
- Jivin´With the Refuges from Hastings Street
- Eddie Locke and Friends